# 起亞卡拉耶村
起亞卡拉耶村（波斯語：‎），是伊朗吉兰省阿姆拉什县中央區北阿姆拉什鄉的村。2016年人口普查顯示該村有352个家庭，人口为982人。